# Jaroslavské nádraží
Jaroslavské nádraží (rusky Яросла́вский вокза́л, Jaroslavskij vokzal) je jedno z nádraží v Moskvě.
Rozkládá se na Komsomolském náměstí; nachází se v blízkosti dalších dvou nádraží (Leningradského a Kazaňského). Je vyhrazeno pro vlakové spoje, mířící na ruský sever a dálný východ a do dalších měst ve východní části federace. Současná nádražní budova vznikla mezi lety 1902 až 1904, v letech 1910 a 1995 byla rozšířena. V současné době nádraží obslouží denně až tři sta párů vlaků.